# The Knick
The Knick est une série télévisée américaine en vingt épisodes de 52 minutes créée par Jack Amiel et Michael Begler, réalisée par Steven Soderbergh, et diffusée entre le 8 août 2014 et le 18 décembre 2015 sur Cinemax et en simultané au Canada sur HBO Canada.
En France, elle est diffusée 24 heures plus tard, après la retransmission américaine depuis le 9 août 2014 sur OCS Go en version sous-titrée française. En Suisse, elle est diffusée depuis le 1er septembre 2014 sur RTS Un en version sous-titrée française. Au Québec, elle est diffusée depuis le 25 novembre 2014 à Super Écran. Néanmoins, elle reste inédite dans les autres pays francophones.

## Synopsis
À l'hôpital Knickerbocker de New York, au début du XXe siècle, époque où les antibiotiques n'existent pas encore, les chirurgiens et les infirmières doivent repousser les limites médicales alors que le taux de mortalité a soudainement augmenté.
Le Dr John Thackery (inspiré de William Halsted), récemment nommé à la tête du service de chirurgie, est rejoint par le Dr Algernon Edwards (inspiré de Daniel Hale Williams et Louis T. Wright), diplômé de Harvard et ayant pratiqué en Europe. Alors que le premier se bat contre ses addictions pour atteindre ses ambitions de grandes découvertes médicales, le second doit lutter contre les préjugés raciaux et gagner le respect de la population majoritairement blanche de l'hôpital et de la ville.

## Distribution

### Personnages principaux
- Clive Owen (VF : Julien Kramer) : Dr John « Thack » Thackery
- André Holland (VF : Jean-Baptiste Anoumon) : Dr Algernon Edwards
- Jeremy Bobb (VF : Bernard Gabay) : Herman Barrow
- Juliet Rylance (VF : Marie-Eve Dufresne) : Cornelia Robertson
- Eve Hewson (VF : Anne-Charlotte Piau) : Lucy Elkins
- Michael Angarano (VF : Fabrice Fara) : Dr Bertram « Bertie » Chickering Jr.
- Chris Sullivan (VF : Jean-Jacques Nervest) : Tom Cleary
- Cara Seymour (VF : Blanche Ravalec) : Sœur Harriet
- Eric Johnson (VF : Damien Boisseau) : Dr Everett Gallinger
- David Fierro (VF : Fabrice Leylon) : Jacob Speight
- Maya Kazan (VF : Julie Turin) : Eleanor Gallinger
- Leon Addison Brown : Jesse Edwards, père d'Algernon
- Grainger Hines : Capitaine August Robertson
- Matt Frewer (VF : Denis Boileau) : Dr J.M. Christiansen (saison 1)
- Zaraah Abrahams : Opal Edwards, femme d'Algernon (saison 2)
- Charles Aitken : Henry Robertson, frère de Cornelia (récurrent saison 1)
- LaTonya Borsay : Evaline Edwards, mère d'Algernon (récurrente saison 1)
- Rachel Korine (VF : Jade Phan-Gia) : Junia (récurrente saison 1)
- Tom Lipinski (VF : Thibaut Lacour) : Phillip Showalter (récurrent saison 1)
- Michael Nathanson Dr Levi Zinberg (récurrent saison 1)

### Personnages secondaires
- Lucas Papaelias (VF : Guy Vouillot) : Eldon Pouncey
- Ying Ying Li (VF : Jade Phan-Gia) : Lin-Lin
- Richard James Porter (VF : Gérard Sergue) : monseigneur Joseph Mills Lawlor
- Zuzanna Szadkowski (VF : Margaretta Bluet) : Infirmière Pell
- Perry Yung (VF : Marc Perez) : Ping Wu
- Suzanne Savoy (en) (VF : Annie Le Youdec) : Victoria Robertson
- Jennifer Ferrin (en) (VF : Laura Zichy) : Abigail Alford
- Ylfa Edelstein (VF : Eva Lorach) : infirmière Baker
- Gary Simpson (VF : Frédéric Cerdal) : Hobart Showalter
- Reg Rogers (en) : Dr Bertram Chickering Sr.
- Molly Price : Effie Barrow
- Johanna Day (en) : Eunice Showalter
- Happy Anderson : James « Jimmy » Fester
- Frank Wood : Mr. Havershorn
- John Hodgman : Dr Henry Cotton

#### Saison 1 seulement
- Emily Bergl (VF : Valérie Nosrée) : Mme Hemming
- Danny Hoch (en) (VF : Jean-Alain Velardo) : Bunky Collier
- Melissa Errico (VF : Claudine Grémy) : Catherine Christiansen
- Ghana Leigh (VF : Odile Schmitt) : Mme Odom
- Collin Meath : Phineas « Phinny » Sears
- Tom Papa (en) : Luff

#### Saison 2
- Arielle Goldman : Genevieve Everidge
- Stephen Spinella : le révérend Elkins
- Linda Emond : Anne Chickering
- Ntare Guma Mbaho Mwine : D.W. Garrison Carr
- Emily Kinney : infirmière Daisy Ryan
- Annabelle Attanasio : (VF : Lise Le Corre) : Dorothy Walcott
- Andrew Rannells : Frazier H. Wingo
- Ben Livingston : Dr William H. Mays
- Colman Domingo (VF : Guillaume Orsat) : Dr Russell Daniels
- Fred Weller (en) : M. Brockhurst

- Version française
  - Société de doublage : Mediadub International[8],[9]
  - Direction artistique : Catherine Le Lann[9]
  - Adaptation des dialogues : Lara Saarbach et Claire Impens[9]

 Source et légende : version française (VF) sur RS Doublage et Doublage Séries Database

## Production

### Développement
Le Dr Stanley Burns, fondateur et PDG de la Burns Archive (en) – une collection privée regroupant des milliers de photographies médicales – tient lieu de conseiller médical sur la série. Il a travaillé avec la production et les acteurs pour rendre les scènes se déroulant dans l'hôpital réalistes et authentiques. Il a fourni de nombreux tutoriels sur la pratique de la chirurgie au début du XXe siècle. Les images des archives sont utilisées sur la série, servant de référence pour les aérosols d'antiseptiques dans l'amphithéâtre de chirurgie, le fonctionnement de la machine à rayons X, ainsi que pour la prothèse portée par un personnage récurrent.
Le 10 juillet 2014, soit un mois avant la diffusion du premier épisode, la série a été renouvelée pour une deuxième saison.
Au moment de la diffusion de la finale de la deuxième saison en décembre 2015, Cinemax a commandé un script pour un éventuel premier épisode de la troisième saison.
Le 23 mars 2017, la série est annulée.

### Casting
Le casting original a débuté en août 2013, dans cet ordre : André Holland, Juliet Rylance, Eve Hewson et Michael Angarano, Eric Johnson, Cara Seymour, Chris Sullivan et Grainger Hines.
Récurrents dans la première saison, Tom Lipinski en juillet 2014 puis Michael Nathanson en octobre 2014, sont promus à la distribution principale. En mars 2015, Arielle Goldman décroche un rôle récurrent lors de la deuxième saison.

### Tournage
La production a débuté en septembre 2013 à New York.

## Fiche technique
- Titre original : The Knick
- Création : Jack Amiel et Michael Begler
- Réalisation : Steven Soderbergh
- Scénario : Jack Amiel, Michael Begler et Steven Katz
- Direction artistique : Howard Cummings
- Décors : Henry Dunn
- Costumes : Ellen Mirojnick
- Photographie : Steven Soderbergh (crédité : Peter Andrews)
- Montage : Steven Soderbergh (crédité : Mary Ann Bernard)
- Musique : Cliff Martinez
- Production : Jack Amiel, Michael Begler, Gregory Jacobs, Clive Owen, Steven Soderbergh et Michael Sugar
- Société de production : Anonymous Content
- Chaîne d'origine : Cinemax
- Pays d'origine : États-Unis
- Langue originale : anglais
- Format : couleur
- Genre : drame médical
- Durée : 52 minutes

## Épisodes

### Première saison (2014)
1. Méthode et folie (Method and Madness)
2. Les Chaussures de M. Paris (Mr. Paris Shoes)
3. Les Puces animées (The Busy Flea)
4. Où est la dignité ? (Where's The Dignity?)
5. La Capture de l'éclat (They Capture the Heat)
6. Appelle moi père (Start Calling Me Dad)
7. Attrape la corde (Get the Rope)
8. Dur travail en retard (Working Late a Lot)
9. Le Lotus d'or (The Golden Lotus)
10. Le Bouclier (Crutchfield)

### Deuxième saison (2015)
Elle a été diffusée depuis le 16 octobre 2015.
1. Dix nœuds (Ten Knots)
2. Rien d'une rose (You're No Rose)
3. Les Meilleurs pour obtenir encore meilleur (The Best with the Best to Get the Best)
4. De très belles surprises (Wonderful Surprises)
5. Intumescence (Whiplash)
6. Il y a des règles (There Are Rules)
7. Williams et Walker (Williams and Walker)
8. Pas bien du tout (Not Well At All)
9. Tu te rappelles moon flower (Do You Remember Moon Flower?)
10. On n'est rien d'autre (This Is All We Are)

## Accueil

### Audiences
Le premier épisode de la série a été vu par 354 000 téléspectateurs.

### Accueil critique
The Knick obtient la note de 75 / 100 sur l'agrégateur de critiques Metacritic, ainsi que 89 % de critiques positives sur Rotten Tomatoes, avec une moyenne de 8,4 / 10. Le site s'accorde sur le consensus suivant : « The Knick est une série historique sincère et émotionnelle ayant adopté une approche terre-à-terre et où tous les coups sont permis dans un sujet ô combien vital. »

## Distinctions

### Récompenses
- Satellite Awards 2015 :
  - Meilleure série télévisée dramatique
  - Meilleur acteur dans une série télévisée dramatique pour Clive Owen
  - Meilleur casting pour Clive Owen, Andre Holland, Jeremy Bobb, Juliet Rylance, Eve Hewson, Michael Angarano, Chris Sullivan, Cara Seymour, Eric Johnson, David Fierro, Maya Kazan, Leon Addison Brown, Grainger Hines et Matt Frewer
- 67e cérémonie des Primetime Emmy Awards : Meilleure direction artistique pour un programme narratif d'une heure ou plus – Howard Cummings, Henry Dunn et Regina Graves
- 2016 : Academy Television Honors pour la saison 2

### Nominations
- Satellite Awards 2015 : Meilleur acteur dans un second rôle dans une série télévisée pour Andre Holland
- 67e cérémonie des Primetime Emmy Awards :
- 68e cérémonie des Primetime Emmy Awards :